# Justin Hawkins

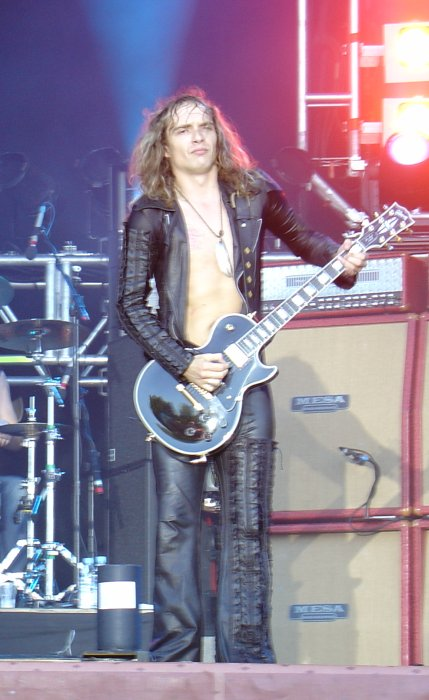
Justin Hawkins

Justin David Hawkins (Chertsey, Anglaterra, 17 de març de 1975) és un músic i compositor anglès, ex líder (veu, guitarra, sintetitzador i piano) de la banda britanica de Rock The Darkness. En la seva vida personal, ha reconegut tenir problemes amb les drogues i l'alcohol, que el van portar a fer un tractament de rehabilitació el 2006.
La seva banda actual, formada el 2008, s'anomena Hot Leg amb un primer àlbum (Red Light Fever) sortit al carrer el 2009. Des del 2005, és també actiu en una altra banda de synthpop, British Whale.